# Natalia (inslagkrater)
Natalia is een inslagkrater op de planeet Venus. Natalia werd in 1985 genoemd naar Natalia, een Roemeense meisjesnaam.
De krater heeft een diameter van 10,8 kilometer en bevindt zich in het quadrangle Metis Mons (V-6).